# Тишковець Валентина Олексіївна
Валентина Олексіївна Тишковець (26 січня 1915, Київ, Російська імперія — 20 лютого 1977, Київ, Українська РСР) — український радянський кінооператор.

## Біографія
Валентина Тишковець народилась 26 січня 1915 року в Києві.
Закінчила ВДІК (кіноінститут, м.Москва).
Працювала кінооператором на кіностудії імені Довженка (Київ).
Була першою жінкою-кінооператором в Україні та одною з перших у СРСР.
Зокрема, була оператором фільмів «Педагогічна поема» (1955, 2-й оператор), «Чарівна ніч» (1958), «Якщо любиш...» (1959, у співавт. з С. Ревенко), «Наталя Ужвій» (1960), «Серед добрих людей» (1962), «Сумка, повна сердець» (1964), «Циган (1967, 2-й оператор у співавт.), «Анничка (1968, 2-й оператор у співавт.).
Автор текстів пісень до стрічки «Морська чайка» (1961).
Під час Німецько-радянської війни 1941—1945 рр. працювала у фотоательє, створеному кінооператором Всеволодом Ковальчуком. 
Під приводом фотозйомки вони їздили по концентраційним таборам й за можливістю рятували людей.
На студії Валентина друкувала фото, які пізніше використовувалися як свідоцтва фашистських звірств.
Померла 20 лютого 1977 року.